# Amazon Go
Amazon Go è una catena di negozi alimentari gestita da Amazon, in cui gli acquisti sono automatizzati e privi delle tradizionali casse. Si entra scannerizzando l'apposito codice da smartphone, viene rilevata tramite telecamere e sensori il prelievo di prodotti e dopo essere usciti viene automaticamente addebitato sul conto registrato sul sito.

## Negozi
A novembre 2021 ci sono 27 negozi negli Stati Uniti.
| #      | Città e stato             | Data del primo negozio | Numero di negozi | Note        |
| ------ | ------------------------- | ---------------------- | ---------------- | ----------- |
| 1      | Seattle, Washington       | 22 gennaio 2018        | 7                | [ 2 ]       |
| 2      | Chicago, Illinois         | 18 settembre 2018      | 7                | [ 3 ]       |
| 3      | San Francisco, California | 23 ottobre 2021        | 5                | [ 4 ]       |
| 4      | New York, New York        | 7 maggio 2019          | 8                | [ 5 ] [ 6 ] |
| Totale |                           |                        | 27               | [ 7 ]       |